# Język mykeński
Język mykeński albo greka mykeńska, także: dialekt mykeński – wymarły język z grupy helleńskiej języków indoeuropejskich, najstarsze zaświadczone stadium języka greckiego. Używany na Półwyspie Peloponeskim i na Krecie między XVI a XI wiekiem p.n.e., przed inwazją Dorów. Zachowały się inskrypcje na glinianych tabliczkach w piśmie linearnym B. Odczytane przez Michaela Ventrisa i Johna Chadwicka w 1952, których badania udowodniły powiązania języka mykeńskiego ze współczesną greką.